# Potok z Polany
Potok z Polany (słow. Poliansky potok) – potok spływający dnem Doliny Bobrowieckiej w słowackich Tatrach Zachodnich. Ma źródła na wysokości ok. 1570 m, w górnej części Bobrowieckiej Polany, nieco powyżej Bobrowieckich Stawków, które zasilają go wypływającą z nich wodą. Spływa początkowo w południowo-zachodnim, później południowym, a w końcowym odcinku w południowo-wschodnim kierunku. Zasilany jest kilkoma potokami spływającymi żlebami z obydwu zboczy. U południowych podnóży Małego Łyśca łączy się z potokiem Parzychwost, dając początek Jałowieckiemu Potokowi. Następuje to na wysokości około 1040 m n.p.m., w miejscu o współrzędnych 49°11′18,4″N 19°39′45,4″E/49,188444 19,662611, nieco poniżej rozdroża szlaków turystycznych (rozdroże do Parzychwostu). W miejscu tym szlaki turystyczne trzema mostkami przekraczają wszystkie trzy potoki: Potok z Polany, Parzychwost i Jałowiecki Potok.
Odmienny pogląd – oparty przede wszystkim na wielokrotnej różnicy w wielkościach przepływu – występuje we wszystkich źródłach słowackich. Zgodnie z nimi Potok z Polany jest wyłącznie prawym dopływem Jałowieckiego Potoku, którego górny bieg nazywany jest w polskich źródłach potokiem Parzychwost.

## Szlaki turystyczne
– żółty: Jałowiec – rozdroże pod Tokarnią – Przesieka – rozdroże do Parzychwostu – Jałowiecka Palenica. 4:40 h, ↓ 3:50 h.